# LSD na Tchecoslováquia

A República Socialista da Tchecoslováquia durante 1956-1990

Entre as décadas de 1950 e 1970, o uso do alucinógeno LSD desfrutou de considerável experimentalismo na República Socialista da Tchecoslováquia, com estudos conduzidos tanto para aplicações militares quanto para tratamentos psiquiátricos aprovados e subsidiados pelo governo. Com o vencimento das patentes da Sandoz sobre o LSD em 1963, a produção passou a ser realizada pela empresa farmacêutica estatal Spofa, que fabricou a substância entre 1963 e 1974. Em 1965, as autoridades tchecoslovacas autorizaram a produção comercial de sua própria versão do LSD, registrada sob a marca Lisergamida, e a subsequente exportação do composto para países ocidentais. Durante o período de sua legalidade, um dos maiores programas clínicos com LSD do mundo foi realizado na capital, Praga, envolvendo cerca de 700 pacientes psiquiátricos e voluntários em mais de 6.000 sessões terapêuticas.
Em 24 de outubro de 1968, a posse de LSD foi tornada ilegal nos Estados Unidos, e, em 1971, entrou na categoria de psicotrópico ilícito pela ONU, considerado sem valor terapêutico. Apesar de não ter adotado a convenção da ONU naquele ano, o governo tchecoslovaco cessou a produção de LSD e interrompeu seu uso em terapias em 1974, após receios de uma possivel crise de dependência pela juventude durante o período da normalização. A substância ainda poderia ser requisitada, em teoria, mediante autorização do Ministério da Saúde; entretanto, na prática, havia um receio generalizado de fazê-lo.

## Contexto

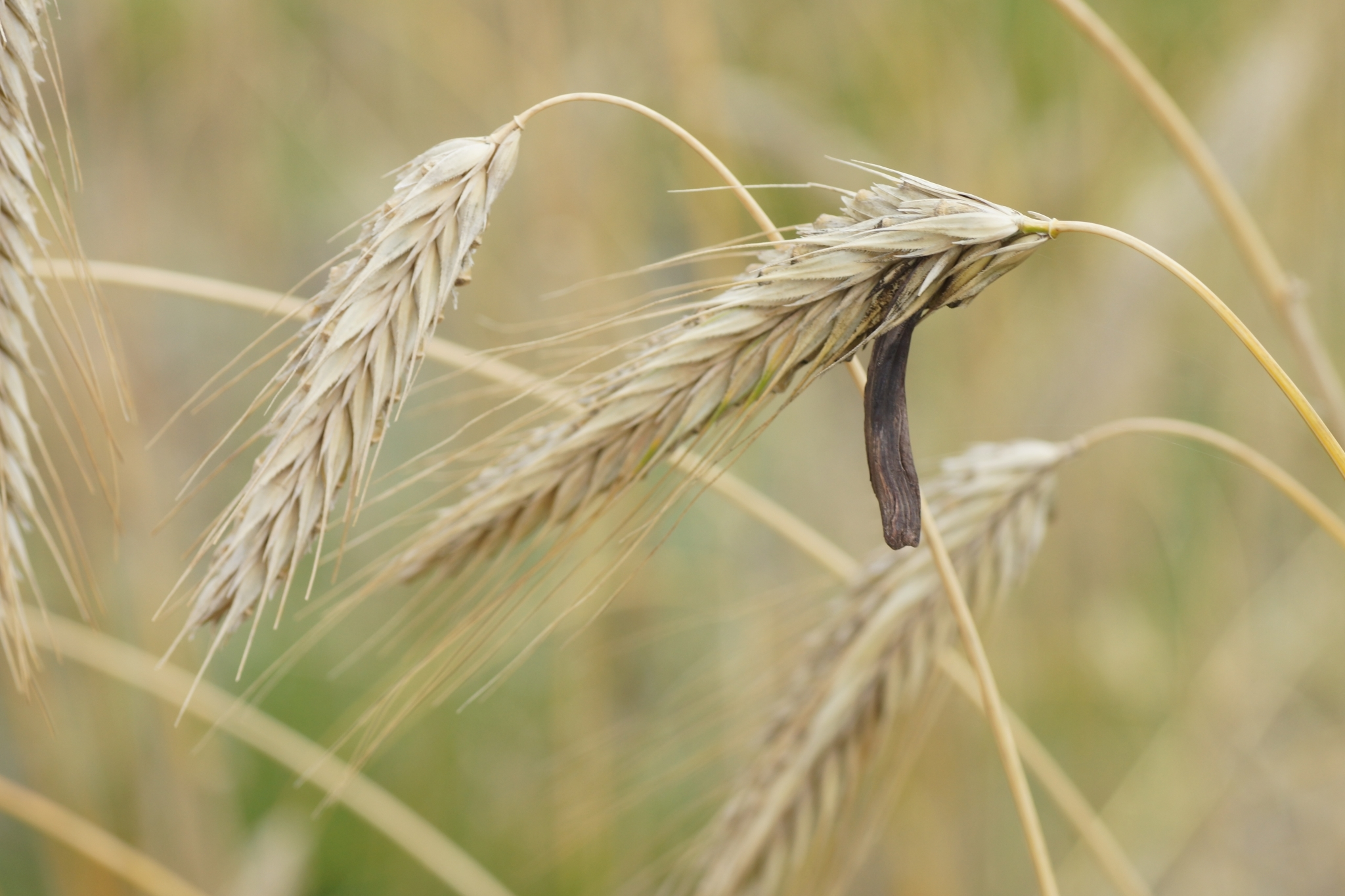
O composto alucinógeno é derivado da cravagem

O químico suíço Albert Hofmann sintetizou o LSD pela primeira vez em 1938, mas somente em 1943, após uma ingestão acidental, descobriu suas intensas propriedades psicodélicas. Nas décadas de 1950 e 1960, a substância despertou amplo interesse científico e passou a ser estudada por seu potencial terapêutico em psiquiatria. A partir de meados da década de 1960, o uso recreativo do LSD tornou-se um símbolo da contracultura juvenil, com impactos nas artes, na música e nos movimentos sociais, no que viria a ser conhecido como psicodelia.
A Tchecoslováquia foi o centro da pesquisa psicodélica na Cortina de Ferro durante as décadas de 1950 e 1970. Entre os pesquisadores estava Stanislav Grof, que teve suas pesquisas sobre os usos clínicos de substâncias psicodélicas  conduzidas no Instituto de Pesquisa Psiquiátrica de Praga, onde ele foi o principal investigador de um programa que explorava sistematicamente o potencial heurístico e terapêutico do LSD e de outras substâncias psicodélicas.

## Histórico

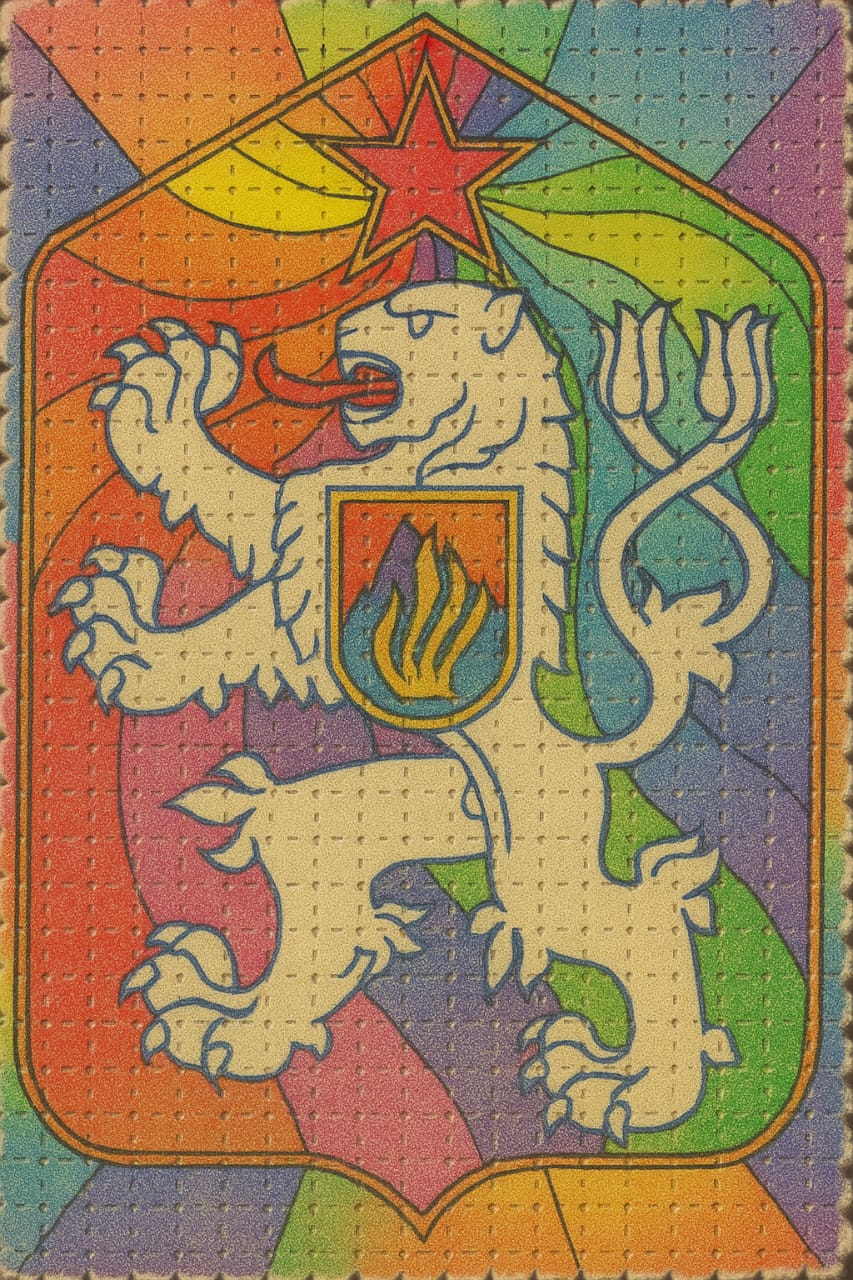
Uma blotter art representando o brasão da República Socialista da Checoslováquia

As pesquisas com LSD na Tchecoslováquia tiveram início em 1953, conduzidas por psiquiatras e psicólogos voluntários com o objetivo de investigar estados psicopatológicos e explorar possíveis aplicações terapêuticas da substância. Em 1961, cientistas do Instituto de Pesquisa de Farmácia e Bioquímica conseguiram sintetizar LSD em território nacional. Com a expiração das patentes da Sandoz sobre o LSD em 1963, a produção em escala industrial foi iniciada em 1965 pela fábrica Galena, localizada em Opava. O composto passou a ser comercializado sob o nome "Lisergamida Spofa", fabricado pela empresa farmacêutica estatal Spofa. Na primeira década, milhões de unidades de LSD foram produzidas e distribuídas gratuitamente para clínicas e hospitais psiquiátricos da Tchecoslováquia. Naquele período, as sessões psicodélicas na Tchecoslováquia já haviam reunido milhares de participantes. Entre os envolvidos estavam artistas consagrados, como os pintores Ivo Medek e Jiří Anderle, além de jovens intelectuais, músicos, cantores e estudantes universitários. Rumores alegam que entre eles estaria Miloš Zeman, que mais tarde se tornaria presidente do país. Anos depois, o famoso cantor Karel Gott também mencionou seu uso do LSD em terapia assistida.
Em seu livro LSD — Minha Criança Problemática, Hofmann descreve Praga como um centro de busca por LSD de qualidade:
O LSD também me proporcionou uma série variada de conhecidos pessoais do meio das drogas e dos círculos hippies, que serão brevemente descritos aqui. A maioria desses visitantes vinha dos Estados Unidos e eram jovens, muitas vezes em trânsito para o Extremo Oriente em busca de sabedoria oriental ou de um guru; ou então na esperança de encontrar drogas mais facilmente lá. Praga também era, às vezes, o destino, porque LSD de boa qualidade podia ser facilmente adquirido lá na época.— Albert Hofmann
O uso do LSD era particularmente comum no campo da psiquiatria, onde era empregado para induzir estados alterados de consciência análogos à experiência psicótica. Tal prática visava proporcionar aos médicos uma compreensão mais profunda das percepções e delírios típicos de pacientes com transtornos mentais graves. Participaram desses experimentos não apenas profissionais da saúde e estudantes, mas também artistas e pacientes internados, com destaque para os estudos realizados na cidade de Sadská. No total, os estudos clínicos envolveram até 700 pacientes psiquiátricos e voluntários em mais de 6.000 sessões. O uso regulamentado da substância perdurou até 1974, ano em que o LSD foi oficialmente proibido no país, um marco tardio em comparação com outras nações ocidentais, que baniram a substância ainda na década de 1960.
Um dos aspectos mais controversos da trajetória do LSD na Tchecoslováquia foi sua exportação internacional, frequentemente realizada sob supervisão direta do serviço de inteligência da Tchecoslováquia, a Segurança Estatal (StB). De acordo com registros da Agência Nacional de Crimes da Eslováquia, o entorpecente foi enviado a países como o Reino Unido, onde o StB chegou a operar uma empresa filial de distribuição química da Chemapol, a Exico, e aos Estados Unidos, utilizando envelopes comuns para ocultar o transporte da substância. Os tchecos, não mais incomodados com a patente expirada da Sandoz, produziam LSD em frascos de 1 miligrama para pequenas encomendas ou em ampolas de pó de 100 miligramas para compras em grandes quantidades.